# Alcala (Pangasinan)
Alcala (Bayan ng Alcala) är en kommun i Filippinerna. Kommunen ligger på ön Luzon, och tillhör provinsen Pangasinan. Folkmängden uppgår till 35 734 invånare.

## Källor

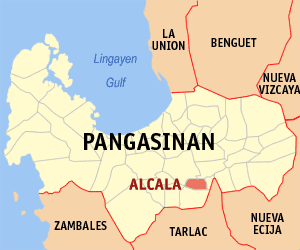

## Barangayer
Alcala delas in i 21 barangayer.
| - Anulid - Atainan - Bersamin - Canarvacanan - Caranglaan - Curareng - Gualsic - Kisikis - Laoac - Macayo - Pindangan Centro | - Pindangan East - Pindangan West - Poblacion East - Poblacion West - San Juan - San Nicolas - San Pedro Apartado - San Pedro Ili - San Vicente - Vacante |